# Sofia Paleologa (imperatrice bizantina)
Sofia Paleologa (Casale Monferrato, 1399 – Torino, 21 agosto 1434) sposò Giovanni VIII Paleologo, divenendo imperatrice bizantina.

## Biografia
Sofia Paleologa era figlia di Teodoro II del Monferrato e della sua seconda moglie Giovanna de Bar. Nel 1406 fu data in sposa a Filippo Maria Visconti, conte di Pavia per sancire la loro alleanza ma il matrimonio venne annullato nel 1411: la sposa aveva solo dodici anni.
Morto il padre Teodoro, ereditò il titolo di marchese del Monferrato da suo fratello Giangiacomo, avviò nel 1420 le trattative matrimoniali con l'imperatore bizantino Manuele II Paleologo, per darla in sposa al figlio erede al trono Giovanni Paleologo. Il 19 gennaio 1421 in Grecia avvennero le nozze. Per entrambi gli sposi si trattava del secondo matrimonio.
Non avendo avuto eredi, Giovanni, che nel 1425 era divenuto unico imperatore bizantino, nel 1426 ripudiò Sofia la quale lasciò Costantinopoli e tornò nelle sue terre dove si chiuse in convento.
Sofia aveva tuttavia trascorso confinata i cinque anni di matrimonio, il quale servì solo a Giovanni per avere l'appoggio politico necessario per divenire coimperatore nel 19 gennaio 1421.
L'imperatore si risposò l'anno seguente con Maria Comnena da cui ugualmente non ebbe figli.

## Ascendenza
|                            |                  |                        | Genitori                  |  |  | Nonni |  |  | Bisnonni                 |  |  | Trisnonni              |  |
|                            |                  |                        |                           |  |  |       |  |  | Teodoro I del Monferrato |  |  | Andronico II Paleologo |  |
|                            |                  |                        |                           |  |  |       |  |  | Teodoro I del Monferrato |  |  | Andronico II Paleologo |  |
|                            |                  | Violante di Monferrato |                           |  |  |       |  |  | Teodoro I del Monferrato |  |  |                        |  |
| Giovanni II del Monferrato |                  |                        |                           |  |  |       |  |  | Teodoro I del Monferrato |  |  |                        |  |
|                            |                  | Argentina Spinola      | Opizzino Spinola          |  |  |       |  |  |                          |  |  |                        |  |
|                            |                  | Argentina Spinola      | Opizzino Spinola          |  |  |       |  |  |                          |  |  |                        |  |
|                            |                  | Argentina Spinola      | Violante di Saluzzo       |  |  |       |  |  |                          |  |  |                        |  |
| Teodoro II del Monferrato  |                  | Argentina Spinola      |                           |  |  |       |  |  |                          |  |  |                        |  |
|                            |                  | Giacomo III di Maiorca | Giacomo II d'Aragona      |  |  |       |  |  |                          |  |  |                        |  |
|                            |                  | Giacomo III di Maiorca | Giacomo II d'Aragona      |  |  |       |  |  |                          |  |  |                        |  |
|                            |                  | Giacomo III di Maiorca | Esclarmonde di Foix       |  |  |       |  |  |                          |  |  |                        |  |
| Elisabetta di Maiorca      |                  | Giacomo III di Maiorca |                           |  |  |       |  |  |                          |  |  |                        |  |
|                            |                  | Costanza d'Aragona     | Alfonso IV d'Aragona      |  |  |       |  |  |                          |  |  |                        |  |
|                            |                  | Costanza d'Aragona     | Alfonso IV d'Aragona      |  |  |       |  |  |                          |  |  |                        |  |
|                            |                  | Costanza d'Aragona     | Teresa di Entenza         |  |  |       |  |  |                          |  |  |                        |  |
| Sofia Paleologa            |                  | Costanza d'Aragona     |                           |  |  |       |  |  |                          |  |  |                        |  |
|                            | Enrico IV di Bar | Edoardo I di Bar       |                           |  |  |       |  |  |                          |  |  |                        |  |
|                            | Enrico IV di Bar | Edoardo I di Bar       |                           |  |  |       |  |  |                          |  |  |                        |  |
|                            | Enrico IV di Bar | Maria di Borgogna      |                           |  |  |       |  |  |                          |  |  |                        |  |
| Roberto I di Bar           | Enrico IV di Bar |                        |                           |  |  |       |  |  |                          |  |  |                        |  |
|                            |                  | Yolanda di Dampierre   | Roberto di Cassel         |  |  |       |  |  |                          |  |  |                        |  |
|                            |                  | Yolanda di Dampierre   | Roberto di Cassel         |  |  |       |  |  |                          |  |  |                        |  |
|                            |                  | Yolanda di Dampierre   | Giovanna di Bretagna      |  |  |       |  |  |                          |  |  |                        |  |
| Giovanna di Bar            |                  | Yolanda di Dampierre   |                           |  |  |       |  |  |                          |  |  |                        |  |
|                            |                  | Giovanni II di Francia | Filippo VI di Francia     |  |  |       |  |  |                          |  |  |                        |  |
|                            |                  | Giovanni II di Francia | Filippo VI di Francia     |  |  |       |  |  |                          |  |  |                        |  |
|                            |                  | Giovanni II di Francia | Giovanna di Borgogna      |  |  |       |  |  |                          |  |  |                        |  |
| Maria di Valois            |                  | Giovanni II di Francia |                           |  |  |       |  |  |                          |  |  |                        |  |
|                            |                  | Bona di Lussemburgo    | Giovanni I di Lussemburgo |  |  |       |  |  |                          |  |  |                        |  |
|                            |                  | Bona di Lussemburgo    | Giovanni I di Lussemburgo |  |  |       |  |  |                          |  |  |                        |  |
|                            |                  | Bona di Lussemburgo    | Elisabetta di Boemia      |  |  |       |  |  |                          |  |  |                        |  |
|                            |                  | Bona di Lussemburgo    |                           |  |  |       |  |  |                          |  |  |                        |  |